# Casa nova de Can Vilardebó
La Casa nova de Can Vilardebó és una masia de Lliçà de Vall a la comarca del Vallès Oriental inclosa a l'Inventari del Patrimoni Arquitectònic de Catalunya.

## Descripció
Masia amb cos central de planta superior i golfes. La casa té dues entrades contraposades, una a migdia i l'altra al nord, amb portes de volta de pedra i finestres superiors amb ornamentacions.
Ha sofert diverses reformes, però tot i així es conserva l'estructura bàsica de la masia amb elements annexes adossats.

## Història
Referències en diferents document situen la data de construcció no abans de 1744. Se sap que durant alguns anys de principi del segle xx s'hi va instal·lar l'escola. Als anys 1990 va subir una rehabilitació profunda.